# James Conner
James Conner (Erie, 5 maggio 1995) è un giocatore di football americano statunitense che milita nel ruolo di running back per gli Arizona Cardinals della National Football League (NFL).

## Carriera professionistica

### Pittsburgh Steelers
Al college Conner giocò a football con i Pittsburgh Panthers dal 2013 al 2016. Nel 2015 gli fu diagnosticato un Linfoma di Hodgkin. Dopo 12 cicli di chemioterapia, nel maggio 2016 annunciò su Twitter la propria guarigione dal cancro. Fu scelto nel corso del terzo giro (105º assoluto) del Draft NFL 2017. Nella prima stagione disputò 14 partite principalmente come riserva di Le'Veon Bell.
Con Bell in sciopero per una disputa contrattuale, Conner fu nominato running back titolare degli Steelers all'inizio della stagione 2018. Nel primo turno corse 135 yard e segnò i suoi primi due touchdown nel pareggio contro i Cleveland Browns, venendo premiato come miglior running back della settimana. Nell'ottavo turno ancora contro i Browns totalizzò 212 yard totali in attacco correndo 30 volte, venendo premiato come miglior giocatore offensivo della AFC e come running back della settimana. Il giorno successivo fu premiato anche come giocatore offensivo della AFC del mese di ottobre in cui corse 526 yard e segnò 6 touchdown. A fine stagione fu convocato per il suo primo Pro Bowl.
Nell'ottavo turno della stagione 2019 Conner fu premiato come giocatore offensivo dell'AFC della settimana dopo avere corso 145 yard e segnato un touchdown nella vittoria nel Monday Night Football contro i Miami Dolphins.

### Arizona Cardinals
Il 13 aprile 2021, Conner firmò un contratto di un anno con gli Arizona Cardinals. Nella settimana 9 segnò tre touchdown nella vittoria sui San Francisco 49ers. A fine stagione fu convocato per il suo secondo Pro Bowl dopo essersi classificato secondo nella NFL con 15 touchdown su corsa. Per queste prestazioni nel marzo del 2022 a Conner fu offerto un nuovo contratto triennale del valore di 21 milioni di dollari.
Nel tredicesimo turno della stagione 2023, Conner fece per la prima volta ritorno a Pittsburgh come avversario, correndo 105 yard e 2 touchdown nella vittoria. Per la sua prestazione fu premiato come running back della settimana.
Il 30 novembre 2024 Conner firmò con i Cardinals un rinnovo contrattuale biennale del valore di 19 milioni di dollari. Nella settimana 15 corse 110 yard e segnò due touchdown nella vittoria sui New England Patriots. Nel turno successivo corse 117 yard e un touchdown, guidando anche la squadra con 49 yard ricevute, prima di essere costretto a lasciare la gara contro i Carolina Panthers a metà del terzo quarto a causa di un infortunio.

## Palmarès
- Convocazioni al Pro Bowl: 2

2018, 2021
- Giocatore offensivo della AFC del mese: 1

ottobre 2018
- Giocatore offensivo della AFC della settimana: 2

8ª del 2018, 8ª del 2019
- Running back della settimana: 3

1ª e 8ª del 2018, 13ª del 2023